# لشکر دوم کوهستان (ورماخت)
لشکر دوم کوهستانی (به آلمانی: 2. Gebirgs-Division) یک واحد نظامی در ارتش آلمان نازی در طول جنگ جهانی دوم بود. این واحد در بخش شمالی جبهه شرقی در نزدیکی شمالگان مستقر بود که در سال ۱۹۴۵ و در پایان جنگ جهانی دوم از هم پاشید.

## فرماندهان
- ژنرال والنتین فویرشتاین
- ژنرال ارنست شلمر
- ژنرال گرگ ریتور فون هنگل
- ژنرال هانس دیگن
- سرهنگ هان راشمن
- ژنرال ویلیبالد اتس